# Todra (campo vulcânico)
Todra é um campo vulcânico situado no sul da região de Aïr, em Níger. Foi originado por erupções de cerca de trinta vulcões traquíticos e fonolíticos através de rochas pré-cambrianas e seguido pela formação de 130 cones basálticos que, tipicamente, produziam grandes fluxos de lava.
A data da última erupção de Troda é desconhecida, mas pode ter ocorrido há poucos séculos.